# Il Rosario della sera
Il Rosario della sera è stato un programma radiofonico in onda dal 29 gennaio 2018 al 31 maggio 2019 sulle frequenze di Radio Deejay condotto da Fiorello con la partecipazione di Enrico Cremonesi e Gabriella Germani.

## Il programma
Il programma è iniziato il 29 gennaio 2018, nella fascia pre-serale (19.00-20.00). Il format prevede gag e sketch di satira politica e generale.
L’8 giugno il programma è terminato, e durante i mesi di agosto e settembre è stato trasmesso il meglio del programma. 
La nuova stagione è partita il 15 ottobre 2018, in onda tutte le sere alle 19 fino al 31 maggio 2019.
Il programma ha portato alla ribalta i Gemelli di Guidonia e la voce di Vincenzo Mollica usata come jingle.